# Филимоновская (Холмогорский район)
Филимоновская — деревня в Холмогорском районе Архангельской области.

## География
Находится в центральной части Архангельской области на расстоянии приблизительно 16 км на запад-северо-запад по прямой от районного центра села Холмогоры на левом берегу протоки Койдокурка реки Северная Двина.

## История
В 1859 году здесь (тогда деревня Архангельского уезда Архангельской губернии) было учтено 12 дворов, в 1905 — 22. До 2022 года входила в Койдокурское сельское поселение до его упразднения.

## Население
Численность населения: 80 человек (1859 год), 127 (1905), 51 (русские 97 %) в 2002 году, 31 в 2010.